# Van der Waals-radius
| Element                                                                                               | radius (Å) |
| --- | ---------- |
| Hydrogen                                                                                              | 1.2 (1.09) |
| Carbon                                                                                                | 1.7        |
| Nitrogen                                                                                              | 1.55       |
| Oxygen                                                                                                | 1.52       |
| Fluor                                                                                                 | 1.47       |
| Fosfor                                                                                                | 1.8        |
| Svovl                                                                                                 | 1.8        |
| Chlor                                                                                                 | 1.75       |
| Kobber                                                                                                | 1.4        |
| Van der Waals radii taget fra Bondi's compilation (1964). Værdier fra andre kilder kan afvige markant |            |

Van der Waals radius, rw, af et atom er radiusen af en imaginær hård kugle, som kan bruges til at modellere atomet til mange formål. Det er opkaldt efter Johannes Diderik van der Waals, der vandt Nobelprisen i fysik i 1910, da han var den første til at indse at atomer ikke er simple punkter og for at demonstrere de fysiske konsekvenser af deres størrelse via Van der Waals ligning.